# Lina Forss
Lina Forss, född 1967, är en svensk författare, som 2005 debuterade med den uppmärksammade och delvis självbiografiska romanen Vildängel.
Hon är dotter till finansmannen Wictor Forss och framlidna Åsa Wigart. Hon bor med sin man och tre barn på Värmdö.

## Författarkarriär
Vildängel blev hennes första bok i en trilogi om Timotej. 2011 inledde hon en serie för unga vuxna med Kär i kärleken, som fick en uppföljare året därpå. 
Med Allrahemskaste syster påbörjade hon 2012 den första i en ny serie av tre romaner baserade på kända Shakespearedramer.